# Gouvernement de Tobolsk
1796–1919
Entités suivantes :
- Gouvernement de Tioumen
- Gouvernement de Tomsk
- Oblast d'Akmolinsk

Le gouvernement de Tobolsk (en russe : Тобольская губерния) est une division administrative de l’Empire russe située en Sibérie occidentale avec pour capitale la ville de Tobolsk. Créé en 1796 le gouvernement exista jusqu’en 1919.

## Géographie
Le gouvernement de Tobolsk était bordé par les gouvernements de Ienisseï, Tomsk, les oblasts de Semipalatinsk et d’Akmolinsk, les gouvernements d’Orenbourg, Perm, Vologda, et Arkhangelsk.
Le territoire du gouvernement de Tobolsk correspond principalement à celui de l’oblast de Tioumen.

## Subdivisions administratives
Au début du XXe siècle le gouvernement de Tobolsk était divisé en 10 ouïezds : Beriozovo, Ichim, Kourgan, Sourgout, Tara, Tobolsk, Tourinsk, Tioukalinsk, Tioumen et Ialoutorovsk.

## Population
En 1897 la population du gouvernement était de 1 433 043 habitants, dont 88,6 % de Russes, 4 % de Tatares, 2,6 % d’Ukrainiens et 1,3 % de Khantys (qui représentaient plus de la moitié de la population de l’ouiezd de Beriozovo et 71 % de celui de Sourgout).